# Танамі
20° пд. ш. 130° сх. д. / 20° пд. ш. 130° сх. д.

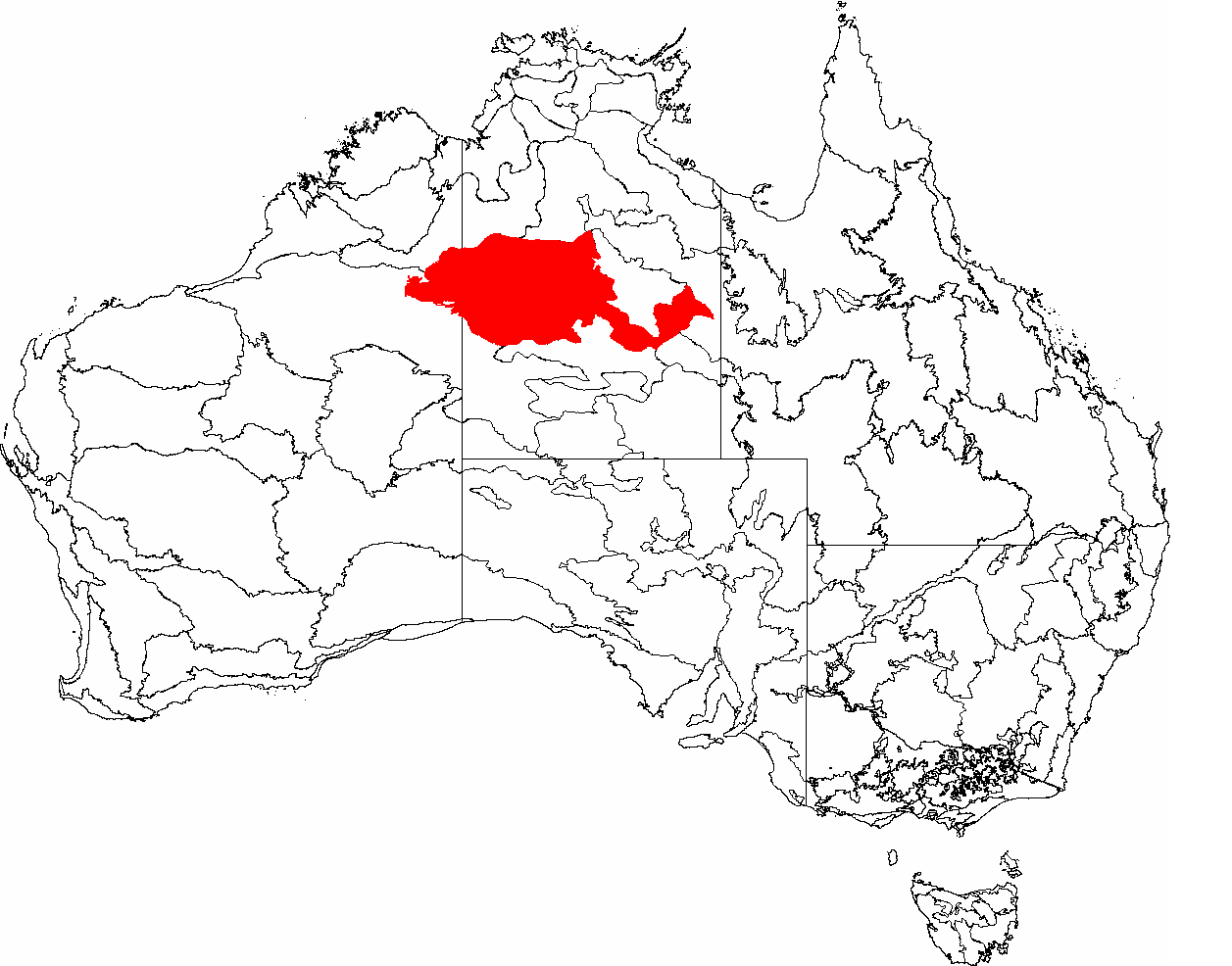
Розташування пустелі Танамі на мапі Австралії

Танамі (англ. Tanami) — кам'янисто-піщана пустеля на півночі Австралії. Площа 37 529 км². Пустеля була останнім рубежем Північної території та була мало досліджена європейцями до XX століття.

## Географія
Пустеля Танамі займає територію центральної частини Північної території Австралії та невеликий простір північно-східної частини Західної Австралії. 
На південний схід від пустелі розташований населений пункт Аліс-Спрінгс, а на захід — Велика Піщана пустеля.
Пустеля є типовим для центральних районів Австралії пустельний степ з великими піщаними рівнинами, які покриті злаками роду Triodia
. 
Основними формами рельєфу є дюни і піщані рівнини, а також дрібні водні басейни річки Лендер, в яких зустрічаються ями з водою, болота, що пересихають, і солоні озера 
.
Клімат у пустелі напівпустельний. 75-80% опадів випадає влітку (жовтень-березень) 
. 
Середньорічна кількість опадів у районі Танамі складає 429,7 мм, що є великою кількістю для пустельної місцевості. 
Але через високі температури дощ, що випав, швидко випаровується, тому місцевий клімат є дуже посушливим. 
Середньоденна норма випаровування — 7,6 мм. Середня денна температура влітку (жовтень-березень) становить близько 36-38 ° C, нічна — 20-22 ° C 
. 
Температура взимку набагато нижче: денна — близько 25 ° C, нічна — нижче 10 ° C 
.
У квітні 2007 року на території пустелі була створена територія аборигенів Північний Танамі, що охороняється (англ. Indigenous Protected Area Northern Tanami), площа якої становить близько 4 млн га 
. 
У ній зустрічається велика кількість вразливих представників місцевої флори та фауни 
.

## Історія
Першим європейцем, що дістався пустелі, став дослідник Джеффрі Райан в 1856 році 
. 
Однак першим європейцем, який досліджував Танамі, був Аллан Девідсон. 
Під час своєї експедиції в 1900 він відкрив і наніс на карту місцеві родовища золота
.

## Населення
У районі мешкає невелика кількість населення. 
Традиційними жителями Танами є австралійські аборигени, а саме: племена валрпірі і гуринджі
, 
які є земельними власниками більшої частини пустелі 
. 
Найбільші поселення — Теннант-Крік і Ваучоуп.
У пустелі ведеться видобуток золота
 
та розвивається туризм.

## Фауна
Серед представників фауни варто відзначити Pseudomys nanus, Pseudomys delicatulus, Planigale ingrami, Falco hypoleucos, Rostratula australis, Stictonetta naevosa.